# Jan Ankerman (hockeyer)
Jan Geert Ankerman (Wommels, 2 maart 1906 – Rangoon, 27 december 1942) is een voormalig hockeyer uit Nederland, die met de nationale hockeyploeg de zilveren medaille won bij de Olympische Spelen van Amsterdam (1928).
Ankerman speelde in totaal negentien interlands, en was lid van de Haagse hockeyvereniging HDM. Hij stierf in 1942, op 36-jarige leeftijd, tijdens de Tweede Wereldoorlog in Birma.
Jan Ankerman · 
Jan Brand · 
Emile Duson · 
Gerrit Jannink · 
Adriaan Katte · 
August Kop · 
Paul van de Rovaart · 
Ab Tresling · 
Robert van der Veen · 
Hendrik Philip Visser 't Hooft · 
Rein de Waal · 
C. J. J. Hardebeck · 
T. F. Hubrecht · 
G. Leembruggen · 
H. J. L. Mangelaar Meertens · 
Otto Muller von Czernicki · 
W. J. van Citters · 
C. J. van der Hagen · 
Tonny van Lierop · 
J. J. van Tienhoven van den Bogaard · 
J. M. van Voorst van Beest · 
N. Wenholt · 
Coach: Jaap Quarles van Ufford